# LGR-1 Radar

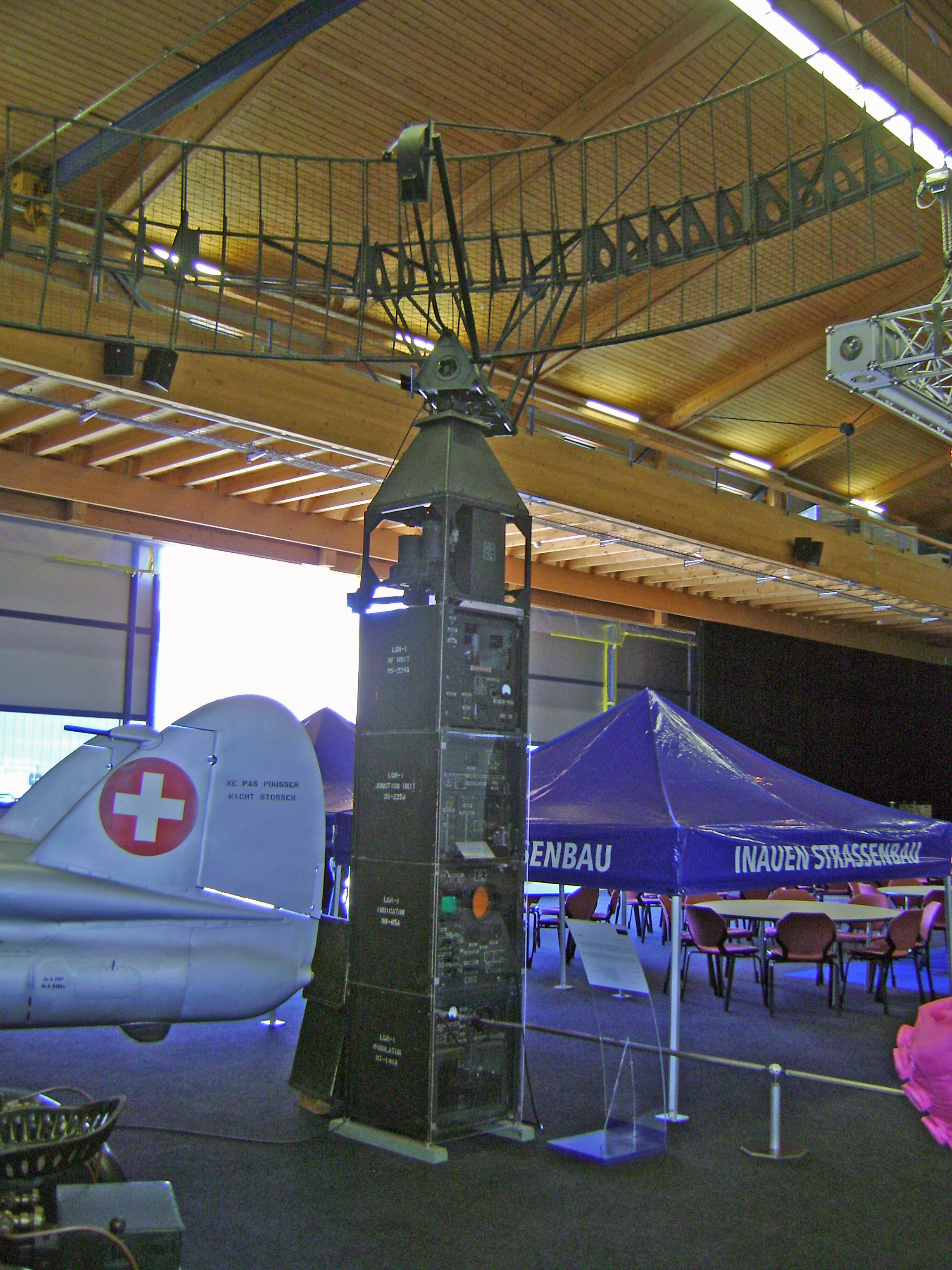
LGR-1 Radar im Flieger-Flab-Museum Dübendorf

Das LGR-1 Radar (Lightweight Ground Radargerät (LGR-1)) wurde von der Schweizer Luftwaffe 1948 in einem einzigen Exemplar beschafft und bis 1955 zur Standortbestimmung der geplanten Luftraumüberwachung genutzt. Es befindet sich nun im Flieger-Flab-Museum in Dübendorf.

## Geschichte
Dieses Radar der ersten Generation von mobilen Radarsystemen war im Zweiten Weltkrieg bei der Invasion der Alliierten in der Normandie im Einsatz. In der Schweiz wurde das System nie im taktischen Einsatz benutzt. Es wurde für die Festlegung der Standorte des ersten Schweizer Luftraumüberwachungssystem (SFR-Luftraumüberwachungssystem) verwendet. Das Radar wurde an verschiedenen Standorten getestet, unter anderem auf dem Militärflugplatz Dübendorf, der Bütschelegg oberhalb Bern-Belp und auf dem Weissfluhgipfel beim Weissfluhjoch und dem Creux du Van. Als Wetterschutz wurde jeweils eine Holzbaracke um die Anlage gebaut.
Das in zehn Einzelteilen transportierbare Leichtgewichts-Radar LGR-1 wurde während des Zweiten Weltkrieges von den Bell Telephone Laboratories entwickelt und von Western Electric und Bendix in grosser Anzahl gebaut.

## Technik
- Magnetronsender L-Band im Frequenzbereich von 1220 bis 1350 MHz
- Pulsleistung bis 400 kW
- Pulsbreite 2 Mikrosekunden
- Reichweite 100 Kilometer
- Stromversorgung mit 120 Volt 400 Hz aus einem Benzin-Aggregat